# Action coopérative
Vous pouvez aider à l'améliorer ou bien discuter des problèmes sur sa page de discussion.
- Il doit être débarrassé d’une partie de son jargon. Sa qualité peut être largement améliorée en utilisant un vocabulaire directement compréhensible par le plus grand nombre. (Marqué depuis février 2014)
- Il a une forme trop académique, ce qui le fait ressembler trop à un cours ; une réécriture est nécessaire afin de satisfaire les standards de Wikipédia. (Marqué depuis février 2014)

Une action coopérative est un ensemble d'actions (communes ou conjointes) coordonnées par des individus en fonction de leurs buts, du groupe auxquels ils appartiennent et qui sont considérées comme partagées.

## De l'action individuelle à la co-action
On peut disposer les actions sur un continium :
- action individuelle, Action collective, action collective, action coopérative, etc., coaction.

### Action individuelle
Sans engager une définition précise de l’action, rappelons simplement que toute action élémentaire est individuelle.
Cette action individuelle est singulière lorsqu’elle est effectuée de façon autonome et isolée, comme fumer une cigarette, se promener seul dans la campagne, etc. Dans le champ communicationnel, un monologue est une action singulière : le sujet se parle à lui-même (on aura cependant gardé d’oublier que le monologue n’est que l’intériorisation du dialogue social). Une telle action s’inscrit dans une situation et une histoire sociales, mais elle s’avère, dans sa réalisation, indépendante de l’intervention d’autrui ou d’un projet social. En ce sens, elle est non-collective.

### Action collective
Il y a deux sortes d'actions collectives :
- Elle n'a pas été réfléchie, ni concertée et son but est mal formulé, sinon inconscient ou réflexe. C'est le chacun pour soi. Elle n'est pas coopérative

- La deuxième est une action faite ensemble, à plusieurs, consciemment et avec un but. Elle est coopérative.

### Action coopérative
Une action coopérative suppose la coordination délibérée et concertée par les individus eux-mêmes de leurs actions individuelles en un processus plus ou moins réglé et finalisé.
Les individus assument alors une responsabilité commune.
Ainsi comprise, la coopération se caractérise selon deux dimensions : sa polarité et son degré.
1. axiologiquement neutre, le concept praxéologique de coopération admet une double polarité : positive et négative. La coopération peut prendre aussi bien la forme d’une collaboration (selon la connotation habituelle du terme) où les agents sont des, partenaires, alliés, que d’une compétition où les agents sont des adversaires, rivaux, ennemis.

Dans les deux cas, les agents doivent mutuellement se considérer comme des personnes minimalement rationnelles, qui agissent selon un principe de coopération monnayé en un système de règles plus ou moins institutionnalisé et contraignant. Construire une maison suppose la collaboration de divers corps de métiers, faire la guerre est une confrontation, théoriquement elle aussi soumise à des règles. Dans le domaine communicationnel, la conversation, l’entretien sont des dialogues à orientation irénique alors que la discussion, la dispute, le débat sont plus ou moins agonistiques. Les formes les plus antagonistes supposent toujours un minimum d’accord sur les règles du jeu que l’on joue ensemble. Tant qu’il ne tourne pas au pur pugilat, le combat de boxe demeure une coopération agonistique qualifiée par certains de « noble art ». Tant qu’il ne dégénère pas en un affrontement physique, le débat le plus véhément demeure une forme verbale de coopération.
1. Dans sa forme interactionnelle, la coopération peut être plus ou moins poussée. On distinguera une forme faible : l’action commune, et une forme forte : l’action conjointe.

A) L’action commune opère la coordination des actions individuelles qui deviennent des actions particulières (identiques, différentes ou opposées) intégrées à un projet commun défini par des buts et des stratégies mutuellement acceptées. Sous la forme positive, c’est par exemple l’action de pousser ensemble une voiture, jouer ensemble un morceau de musique ; sous la forme négative, c’est par exemple l’action de jouer au tir à la corde. Dans le champ communicationnel, un discours politique s’avère une action commune : l’orateur parle et fait des promesses, le public écoute et est supposé le croire.
La coordination peut être simultanée, par ex. le tir à la corde ou alternée : par ex. scier un arbre au passe-partout. Dans les modalités socialement complexes, elle peut aussi être différée, par exemple la construction d’une cathédrale.
B) L’action conjointe (ou coaction) est la forme la plus sophistiquée de coopération puisqu’elle coordonne des actions particulières différentes en une interaction imprévisible. C’est le cas de nombre de jeux et de tous les jeux de langage. C’est ce qui se produit lors d’une partie d’échecs, de foot, d’une course de voiliers. En ces cas, le jeu est fini, d’autres sont ouverts, telle la compétition économique, etc. Pour ce qui concerne le domaine communicationnel, le paradigme de l’action conjointe est le dialogue (qu’il soit collaboratif ou antagoniste) tel que l’a initialement défini Grice. Le dialogue est une interaction forte dont la conduite et le contrôle sont distribués sur les deux interlocuteurs, dont les buts et les modalités se négocient au cours de son déroulement. L’échange épistolaire est une action conjointe différée.